# Michael Wiesinger
Michael Wiesinger (* 27. Dezember 1972 in Burghausen) ist ein deutscher Fußballtrainer und ehemaliger Fußballspieler.

## Karriere

### Als Spieler
Nachdem Wiesinger ab seinem vierten Lebensjahr zunächst beim SV DJK Emmerting und anschließend neun Jahre für den Sportverein Gendorf gespielt hatte, kam er 1990 als Jugendspieler für eine Saison zum TSV 1860 München, für den er in der damals drittklassigen Bayernliga eine Partie im Männerbereich absolvierte. Nach den Stationen SpVgg Starnberg (1991–1992) und FC Starnberg (1992–1993) ging Wiesinger zum 1. FC Nürnberg.
Am 6. August 1993 (1. Spieltag) gab er sein Bundesliga-Debüt, als er in der 81. Minute für Manfred Schwabl eingewechselt wurde; der FCN verlor mit 2:5 beim Hamburger SV. Sein erstes Bundesligator bedeutete am 4. Dezember 1993 (19. Spieltag) den 1:0-Sieg im Auswärtsspiel gegen den 1. FC Köln. Nach seiner Premierensaison stieg er mit dem 1. FC Nürnberg in die 2. Bundesliga ab, aus der man wiederum zwei Jahre später in die Regionalliga abstieg. 1997 gelang die Rückkehr in die zweite Bundesliga, ein Jahr später stieg Wiesinger mit dem Club in die Bundesliga auf.
Nach einem weiteren Jahr im Oberhaus wechselte Wiesinger zum FC Bayern München, für den er am 30. Oktober 1999 (10. Spieltag) sein einziges Tor in 19 Spielen erzielte. Beim 5:0-Sieg im Heimspiel gegen den VfL Wolfsburg stellte er den Endstand in der 89. Minute her. 2001 folgten drei Spielzeiten für den TSV 1860 München. Ab dem 17. Januar 2004 war er für den Wacker Burghausen in der 2. Liga spielberechtigt. Sein Vertrag in Burghausen lief mit dem Abstieg in die Regionalliga Süd zum Ende der Saison 2006/07 aus. 2007 verpflichtete ihn die SpVgg Weiden, für die er noch ein Jahr lang in der Bayernliga spielte.

### Als Trainer und Funktionär
Ab dem 1. Juli 2008 übte Wiesinger Trainertätigkeiten beim FC Ingolstadt 04 aus. Zunächst betreute er als Cheftrainer die U 23 und ab dem 21. April 2009 wegen der Beurlaubung von Thorsten Fink als Interimstrainer die erste Mannschaft. Mit einem Zweijahresvertrag ausgestattet war er ab dem 22. Mai 2009 zunächst Co-Trainer (an der Seite von Horst Köppel) und nach dessen Entlassung am 9. November 2009 Cheftrainer. Der FC Ingolstadt gab am 21. Dezember 2009 die Vertragsverlängerung mit Michael Wiesinger bis Juni 2011 bekannt und verpflichtete mit Henning Bürger einen zusätzlichen Co-Trainer. Mit dem am Ende der Saison 2008/09 in die 3. Liga abgestiegenen Verein gelang Wiesinger mit dem 3. Tabellenplatz und den zwei Relegationsspielen gegen Hansa Rostock die sofortige Rückkehr in die 2. Bundesliga. Nach nur vier Punkten aus den ersten elf Spielen der Saison 2010/11 wurde Wiesinger am 6. November 2010 von seinen Aufgaben beim FC Ingolstadt entbunden. Schon während seiner Zeit bei Ingolstadt absolvierte Wiesinger die Schulung zur Trainerlizenz an der Sporthochschule Köln, die er 2011 erfolgreich abschloss.
Nachdem Michael Wiesinger über eine Saison lang die zweite Mannschaft des 1. FC Nürnberg betreut hatte, übernahm er am 1. Januar 2013 gemeinsam mit dem bis dahin als Co-Trainer fungierenden Armin Reutershahn als Trainergespann die Erstligaelf der Nürnberger vom zuvor zum VfL Wolfsburg gewechselten Dieter Hecking. Am 7. Oktober 2013 wurde Wiesinger gemeinsam mit Reutershahn entlassen. Als ursächlich hierfür galt die am Tag zuvor erlittene 0:5-Niederlage gegen den Hamburger SV, nach der sich der 1. FC Nürnberg zwischenzeitlich nach acht sieglosen Spielen auf dem Relegationsplatz der Bundesliga befand.
Zur Saison 2015/2016 wurde Wiesinger neuer Trainer des Regionalligisten SV Elversberg. In der anschließenden Saison erreichte die Mannschaft den zweiten Tabellenplatz und qualifizierte sich damit für die Aufstiegsspiele zur Dritten Liga, unterlag dort jedoch dem FSV Zwickau. In der Folgesaison 2016/17 konnte er mit der SV Elversberg die Meisterschaft der Regionalliga Südwest erreichen. In den anschließenden Aufstiegsspielen scheiterte man aber gegen die SpVgg Unterhaching. Zudem zog die Mannschaft 2016 und 2017 ins Finale des Saarlandpokals ein, wobei sie allerdings die Finalspiele gegen den FC 08 Homburg und den 1. FC Saarbrücken jeweils verlor. Nachdem damit in zwei Jahren in Folge der Aufstieg in die 3. Liga nicht geschafft wurde, trennte sich die SV Elversberg am Saisonende von Wiesinger.
Am 11. Juni nahm ihn der gerade aufgestiegene Regionalligist KFC Uerdingen unter Vertrag. Am 15. März 2018 wurde er von seinen Aufgaben entbunden und durch Stefan Krämer ersetzt.
Anfang September 2019 kehrte Wiesinger zum 1. FC Nürnberg zurück, um die Gesamtleitung des Nachwuchsleistungszentrums (NLZ) zu übernehmen. Am 1. Juli 2020 übernahm er die Zweitligamannschaft vom freigestellten Jens Keller für die Spiele der Abstiegsrelegation am 7. und 11. Juli gegen den FC Ingolstadt 04. Nach einem 2:0-Sieg im Hinspiel lag der FCN im Rückspiel bis kurz vor Spielende mit 0:3 zurück, ehe Fabian Schleusener in der 96. Spielminute das Tor zum Klassenerhalt erzielte. Anschließend kehrte Wiesinger ins NLZ zurück.

## Erfolge
Als Spieler
- Champions-League-Sieger (1): 2001
- Deutscher Meister (2): 2000, 2001
- DFB-Pokalsieger (1): 2000
- Ligapokalsieger (2): 1999, 2000
- Bundesliga-Aufstieg (1): 1998
- Zweitliga-Aufstieg (1): 1997

Als Trainer
- Zweitliga-Aufstieg (1): 2010
- Regionalliga-Südwest-Meister (1): 2017